# Povestea poveștilor
„Povestea poveștilor” (sau „Povestea pulei”) este o poveste erotică scrisă de Ion Creangă în 1877-1878. A fost citită de autor la o ședință a societății literare Junimea și nu a mai fost publicată decât în 1939, la mult timp după moartea scriitorului, într-o ediție de lux la Editura pentru Literatură și Artă „Regele Carol II”. Începând din 1990 a fost reeditată de mai multe ori, tradusă în engleză și franceză, însoțită de ilustrații și publicată și sub formă de înregistrare audio. Manuscrisul poveștii se găsește la Biblioteca Academiei Române.